# كورت فالدهايم
د.كورت فالدهايم (بالألمانية: Kurt Waldheim)‏ (21 ديسمبر 1918 - 14 يونيو 2007) كان دبلوماسياً وسياسياً ورئيس النمسا من عام 1986 حتى عام 1992 وأيضاً أميناً عاماً للأمم المتحدة من عام 1972 إلى غاية عام 1981.
وخدم في الجيش الألماني (1942-1945) خلال الحرب العالمية الثانية وترقى إلى رتبة ملازم.
ولد في سانكت أندرا - ورديرن القريبة من فيينا، تخرج من جامعة فيينا بحصوله على درجة الدكتوراه في فلسفة التشريع في عام 1944. وتخرج أيضا من أكاديمية فيينا القنصلية. التحق بعد ذلك بالدائرة الدبلوماسية النمساوية في عام 1945، شغل بين عامي 1948 و1951 منصب السكرتير الأول للمفوضية النمساوية في باريس. وعُيّن رئيسًا لإدارة شؤون الموظفين بوزارة الخارجية في فيينا خلال الفترة من عام 1951 إلى عام 1955. وعين في عام 1955 مراقبا دائما للنمسا لدى الأمم المتحدة. وفي وقت متأخر من ذلك العام أصبح رئيسًا للبعثة النمساوية عندما قبلت النمسا عضوا في المنظمة. وخلال الفترة من 1956 إلى 1960، قام بتمثل النمسا في كندا، أولًا بوصفه وزيرا مفوضًا ثم بوصفه سفيرا. وكان خلال الفترة من عام 1960 إلى عام 1962 رئيسًا للإدارة السياسية في وزارة الخارجية ‌النمساوية، ثم أصبح مديرًا عاما للشؤون السياسية حتى يونيو 1964. وفي 1964 شغل منصب الممثل الدائم للنمسا لدى الأمم المتحدة وذلك لغاية عام 1968. وتولى خلال هذه الفترة منصب رئيس لجنة استخدام الفضاء الخارجي في الأغراض السلمية. وفي عام 1968 انتخب رئيسًا لمؤتمر الأمم المتحدة الأول المعني باستكشاف الفضاء الخارجي واستخدامه في الأغراض السلمية. وخلال الفترة من يناير 1968 إلى أبريل 1970 شغل منصب وزير الخارجية الاتحادي للنمسا. وبعد مغادرته للحكومة انتخب بالإجماع رئيسًا للجنة الضمانات التابعة للوكالة الدولية للطاقة الذرية. وفي أكتوبر 1970 أعيد تعينه ممثلاً دائماً للنمسا لدى الأمم المتحدة، وظل في هذا المنصب إلى أن انتخب أمينا عاما للمنظمة، حيث عين أمينا عاما للأمم المتحدة لفترة مدتها خمس سنوات اعتبارًا من 1 يناير 1972. وكان مجلس الأمن قد أوصى بتعيينه في 21 ديسمبر 1971 ووافقت الجمعية العامة بالتزكية على هذا التعيين في اليوم التالي. علماً أنه كان في أبريل 1971 كان أحد المرشحين للرئاسة الاتحادية في النمسا. وقد استمر بمنصبة أمين عام للأمم المتحدة لغاية 31 ديسمبر 1981 وذلك بعد أن جدد له بعام 1976.
وبعام 1986 انتخب رئيسًا للرئاسة الاتحادية في النمسا، وظل بهذا المنصب لغاية عام 1992.
وهو متزوج وله ثلاثة أولاد، وهو صاحب مؤلف في السياسة الخارجية للنمسا، يحمل عنوان «النموذج النمساوي» وقد نشر باللغات الألمانية والإنكليزية والفرنسية. توفي في 14 يونيو 2007.

## المصدر
الأمم المتحدة

## روابط خارجية
- كورت فالدهايم على موقع IMDb (الإنجليزية)
- كورت فالدهايم على موقع الموسوعة البريطانية (الإنجليزية)
- كورت فالدهايم على موقع مونزينجر (الألمانية)
- كورت فالدهايم على موقع ألو سيني (الفرنسية)
- كورت فالدهايم على موقع ميوزك برينز (الإنجليزية)
- كورت فالدهايم على موقع أول موفي (الإنجليزية)
- كورت فالدهايم على موقع قاعدة بيانات الأفلام السويدية (السويدية)
- كورت فالدهايم على موقع إن إن دي بي (الإنجليزية)
- كورت فالدهايم على موقع ديسكوغز (الإنجليزية)
- كورت فالدهايم على موقع قاعدة بيانات الفيلم (الإنجليزية)